# Balikesir Han
Balıkesir Han (en castellano: Balikesir Han o Han de Balıkesir) es un edificio histórico que data del siglo XI, ubicado en el barrio Alemdar del distrito Fatih de Estambul, Turquía. Se alza sobre una cisterna romana y cuenta con características arquitectónicas de los períodos bizantino, otomano y de la República turca, pues ha sido modificado y ampliado a lo largo del tiempo.

## Historia
La zona donde está la estructura funcionó como un foro en tiempos del Imperio Romano y el período bizantino. Se cree que luego se construyó una cisterna para abastecer de agua a los comerciantes del área, ubicada más allá del Gran Bazar. Se cree que la cisterna situada en el nivel inferior de la estructura tiene aproximadamente 1.800 años y data del período del Imperio Romano. Las columnas de las cisternas quedaron enterradas bajo tierra a causa de los terremotos ocurridos en distintas épocas y los cambios en el nivel del terreno de la ciudad. El suelo construido en tiempos del Imperio Otomano quedó enterrado con el paso de los años.

## Rasgos característicos
La parte inferior de la estructura, con columnas de granito y arcos de época bizantina, pertenecía a una antigua cisterna. La parte central del edificio, que se cree que fue reparada durante el período otomano, está construida con mortero de Khorasan y está conectada a otro edificio. Con las ampliaciones realizadas a principios del siglo XX se añadieron las dos plantas superiores y se convirtió en un edificio de viviendas que conserva huellas de tres épocas.

## Actualidad
Los alrededores del edificio, que actualmente es de propiedad privada, se utilizan como aparcamiento.
En un estudio realizado, el restaurador y arquitecto Olcay Aydemir determinó que si el edificio no se protegía, podría colapsar en caso de un terremoto, cualquier movimiento de tierra o cualquier otro tipo de problema.
El edificio es de 152 m² y 4 plantas y fue puesto a la venta en 2019 por 1.750.000 dólares. El propietario del edificio declaró que heredó el edificio por parte de su familia y quería venderlo después del fallecimiento de su hermano.